# Marian Josef Heinl
Marian Josef Heinl (23. ledna 1785 Loket – 3. května 1867) byl profesor teologie i filosofie, mezi roky 1843 až 1867 opat tepelského kláštera a v letech 1861 až 1867 poslanec Českého zemského sněmu.

## Život
Před svým zvolením za opata spravoval dominii Krukanice, jež pod klášter spadala. Po svém zvolení za opata vytvořil roku 1843 mariánskolázeňskou farnost i se samostatným farním úřadem a téhož roku založil i tamní hřbitov. V letech 1844 až 1848 nechal v obci budovat kostel Nanebevzetí Panny Marie a roku 1853 zajistil výstavbu nové mariánskolázeňské školní budovy. Mezi roky 1861 a 1867 zasedal v Českém zemském sněmu.